# Marjetica Potrč
Marjetica Potrč est une artiste contemporaine yougoslave puis slovène. Elle vit et travaille à Ljubljana où elle est née en 1953. Sa pratique interdisciplinaire comprend des projets sur site, des recherches, des études de cas architecturales et des séries de dessins. Son travail documente et interprète les pratiques architecturales contemporaines (en particulier, en ce qui concerne les infrastructures énergétiques et l'utilisation de l'eau) et les modes de cohabitation des personnes

## Biographie
Marjetica Potrč est née en 1953 à Ljubljana, la capitale de ce qui était la république populaire de Slovénie, faisant alors partie de la république fédérative socialiste de Yougoslavie. Ses parents étaient tous deux écrivains. Le père de Marjetica Potrč, Ivan Potrč, était un romancier et dramaturge social-réaliste slovène, et le principal éditeur de la maison d'édition Mladinska Knjiga. Sa mère, Branka Jurca, était enseignante et rédactrice en chef d'un magazine, ainsi qu'une auteure connue de littérature pour enfants.
Marjetica Potrč est diplômée en architecture en 1978 puis en sculpture en 1986 et 1988, de l'université de Ljubljana. En 1990, elle s'installe aux États-Unis. En 1994, elle retourne vivre à Ljubljana. Elle consacre son activité artistique aux milieux urbains. Elle se passionne pour les villes contemporaines dont la définition et les frontières sont en perpétuelle évolution.
Grande voyageuse, elle explore les métropoles les plus significatives (Caracas, Berlin, New York, Buenos Aires, Budapest, São Paulo.. ) à la recherche de gestes simples et innovants. Ainsi, en 2003, elle passe six mois à Caracas, au Venezuela, y mène des recherches sur la ville informelle. Là-bas, elle développe un projet de toilettes sans eau, écologiquement sûres. Ces toilettes sont fabriquées localement et installées dans la partie supérieure du barrio La Vega, un quartier de Caracas qui n'a pas accès au réseau d'eau municipal. En 2007-2008, elle s'intéresse à la ville de Détroit, et aux villes en décroissance. En 2007, elle se consacre à la gestion des ressources d'eau à la Nouvelle-Orléans après la catastrophe de l'ouragan Katrina.
Elle explore les lieux de la pauvreté, elle s'intéresse à la fabrication de solutions alternatives, et à l'urbanisme de fortune, de crise ou d'urgence en faisant souvent preuve d'originalité.
En 2000 elle est consacrée par le prix Hugo Boss.
À partir de 2011, Marjetica Potrč est professeur à l'Hochschule für bildende Künste Hamburg (HFBK), en Allemagne, où elle enseigne le cours Design for the Living World [Design pour le monde vivant]. Elle et ses étudiants réalisent des projets de design participatif dans différentes régions du Monde.